# Invicta Fighting Championships
Invicta Fighting Championships, spesso abbreviata in Invicta FC, è un'organizzazione statunitense di arti marziali miste femminili con base a Enka, area non incorporata della città di Asheville.
Dalla sua nascita Invicta FC ha sempre messo sotto contratto buona parte delle lottatrici più forti del mondo per i ranking ufficiali.
Gli eventi vennero inizialmente trasmessi su siti di streaming live come Ustream, e dal 2014 essi sono inclusi nella piattaforma UFC Fight Pass della promozione UFC.
È stata premiata con il riconoscimento Promotion of the Year come miglior organizzazione di MMA femminili ai Women's Mixed Martial Arts Awards nel 2012 e 2013.

## Storia
Invicta FC nasce nel 2012 come reazione alla preoccupazione di varie lottatrici di MMA nordamericane per aver assistito all'acquisto della Strikeforce da parte dell'azienda Zuffa dei fratelli Fertitta: infatti Zuffa, proprietaria dell'importante promozione UFC, già portò alla chiusura la promozione giapponese Pride dopo averla acquistata, e la Strikeforce proponeva tra le divisioni di peso anche un paio di competitivi campionati femminili, con il problema che un'eventuale fusione con l'UFC avrebbe causato la scomparsa di questi campionati perché l'UFC mai aveva previsto divisioni femminili.
Shannon Knapp, che già aveva lavorato con UFC, Affliction, IFL, WFA e King of the Cage, ebbe l'idea di formare la prima promozione nordamericana puramente femminile, cercando di mettere sotto contratto o di ottenere tramite partnership con le altre organizzazioni le migliori lottatrici del continente e non solo.
Il primo evento fu organizzato per il 28 aprile 2012.
Il quarto evento Invicta FC 4: Esparza vs. Hyatt fu il primo tentativo da parte della promozione di effettuare uno streaming live pay per view appoggiandosi a Ustream, in quanto i precedenti eventi erano stati forniti in streaming gratuito sul sito della promozione: il tentativo andò male a causa di alcuni problemi tecnici, e l'evento venne presto convertito in streaming gratuito.
Invicta diede fiducia a Ustream appoggiandosi a quest'ultima per lo streaming dell'evento Invicta FC 5: Penne vs. Waterson, e questa volta fu un successo, in quanto non ci furono problemi e l'evento fu il pay per view internet più visto nella storia di Ustream.
Già nel 2014 e dopo l'avvenuta cessione delle migliori lottatrici dei pesi paglia all'UFC l'Invicta si segnalò come una delle promozioni statunitensi più internazionali in assoluto per il suo roster: infatti l'organizzazione della Carolina del Nord che fino a quel momento aveva organizzato eventi solamente tra Kansas e Missouri aveva solo il 53% delle lottatrici di nazionalità statunitense, valore molto vicino al 49% dell'UFC che però fin dalla sua nascita negli anni novanta ha sempre organizzato eventi anche all'estero.
Quell'anno i vertici della promozione furono impegnati nel trovare un contratto per la trasmissione dei loro eventi e non vennero più organizzati incontri, con le atlete sotto contratto che si tennero impegnate con altre organizzazioni.
Nel giugno 2014 venne ufficializzata una collaborazione con la maggiore promozione di MMA al mondo, l'UFC, per il broadcasting degli eventi Invicta su piattaforma UFC Fight Pass, e tre mesi dopo Invicta tornò attiva con l'ottavo evento della propria storia.
L'evento Invicta FC 9: Honchak vs. Hashi del novembre 2014 fu il primo non ospitato in una delle Kansas City, in quanto venne organizzato a Davenport, Iowa.

### Collaborazioni
Come molte altre organizzazioni di arti marziali miste ad eccezione dell'UFC l'Invicta FC riuscì ben presto a mettere in piedi competitivi roster di lottatrici per ben cinque differenti categorie di peso grazie soprattutto alla collaborazione con altre promozioni, benché la stessa Invicta FC stipula in genere contratti esclusivi alle proprie atlete ma occasionalmente permette a loro di lottare per altre organizzazioni.
Tra le organizzazioni che vantano una partnership con l'Invicta FC o che hanno condiviso lottatrici nonostante avessero ancora un contratto ci sono:
- Jewels (defunta nel 2013)
- Deep Jewels
- Strikeforce (defunta nel 2013)
- ProElite
- Bellator
- KSW
- Tuff-N-Uff
- RFA
- UFC

## Regole
Il regolamento dell'Invicta FC è quello unificato della commissione del Nevada e quindi è sostanzialmente identico a quello delle promozioni della Zuffa come UFC e Strikeforce, con elementi simili anche dal punto di vista estetico.
La promozione utilizza una gabbia a forma esagonale che ricorda quella utilizzata dalla Strikeforce.

### Classi di peso
- Pesi Atomo: fino alle 105 libbre (circa 48 kg)
- Pesi Paglia: fino alle 115 libbre (circa 52 kg)
- Pesi Mosca: fino alle 125 libbre (circa 57 kg)
- Pesi Gallo: fino alle 135 libbre (circa 61 kg)
- Pesi Piuma: fino alle 145 libbre (circa 66 kg)
- Pesi Leggeri: fino alle 155 libbre (circa 70 kg)

## Campionesse attuali
| Divisione   | Limite superiore di peso (in chili) | Campione           | Dal              | Difese |
| ----------- | ----------------------------------- | ------------------ | ---------------- | ------ |
| Pesi Piuma  | 66                                  | Pam Sorenson       | 9 agosto 2019    | 0      |
| Pesi Gallo  | 61                                  | Julija Stoliarenko | 6 marzo 2020     | 0      |
| Pesi Mosca  | 57                                  | Vanessa Porto      | 15 febbraio 2019 | 0      |
| Pesi Paglia | 52                                  | Kanako Murata      | 1 novembre 2019  | 0      |
| Pesi Atomo  | 48                                  | Vacante            | 6 febbraio 2020  |        |

## Lottatrici di rilievo
- Marloes Coenen
- Sara McMann
- Sarah Kaufman
- Jessica Penne
- Liz Carmouche
- Carla Esparza
- Zoila Frausto Gurgel
- Cris Cyborg
- Tecia Torres
- Rose Namajunas
- Livia Renata Souza

- Michelle Waterson
- Barb Honchak
- Cat Zingano
- Bec Hyatt
- Alexis Davis
- Lauren Murphy
- Cláudia Gadelha
- Joanne Calderwood
- Katja Kankaanpää
- Hérica Tibúrcio